# Ann Wolfe
Ann Wolfe (* 17. Januar 1971 in Austin, Texas) ist eine US-amerikanische Boxerin.
Nach nur vier Amateurkämpfen mit drei Siegen wurde Wolfe 1998 Profi. In ihren sechsten Profikampf verlor sie gegen Valerie Mahfood durch technischen KO in der dritten Runde, die erste und bisher einzige Niederlage ihrer Karriere. In der Folge besiegte sie alle Gegnerinnen, unter anderem gewann sie auch gegen Mahfood in zwei Rückkämpfen nach Punkten.
Sie gewann im Halbmittel-, Supermittel- und Halbschwergewicht auch einige Weltmeistertitel dubioser Organisationen, deren Gebaren genauso undurchsichtig ist, wie im Herrenboxen zwischen Halbmittel- und Halbschwergewicht. Bekannt wurde sie aber in den USA vor allem durch einen einzigen Kampf: den Erstrunden-KO 2004 (mit einem einzigen Schlag) gegen die zuvor ungeschlagene Vonda Ward, die daraufhin aus dem Ring getragen werden musste. Das US-Fernsehen nannte diesen KO den spektakulärsten KO in der Geschichte des Frauenboxens.
Ihr Trainer für den Kampf war Emanuel Steward.
Seither gibt es Debatten um einen Kampf mit Laila Ali im Supermittelgewicht, dem diese bisher aus dem Weg geht. Auch Natascha Ragosina boxt in dieser Gewichtsklasse. Zeitweise zog sie aus Gegnermangel sogar einen Kampf gegen einen männlichen Boxer in Erwägung.